# Taravalia aptera
Taravalia aptera là một loài thực vật có hoa trong họ Cửu lý hương. Loài này được (Parry) Greene miêu tả khoa học đầu tiên năm 1906.